# Palm Beach Shores
Palm Beach Shores ist eine Stadt im Palm Beach County im US-Bundesstaat Florida. Das U.S. Census Bureau hat bei der Volkszählung 2020 eine Einwohnerzahl von 1.330 ermittelt.

## Geographie
Die Stadt am Atlantischen Ozean liegt an der Südspitze einer vorgelagerten Insel, die durch den Atlantic Intracoastal Waterway vom Festland getrennt ist. Direkt nördlich der Stadtgrenze in Riviera Beach verläuft die Florida State Road A1A, über die man über die Blue Heron Bridge Anschluss an das Festland hat.

## Demographische Daten
Laut der Volkszählung 2010 verteilten sich die damaligen 1142 Einwohner auf 1286 Haushalte, davon sind die meisten als Zweitwohnsitz genutzte Ferienwohnungen. Die Bevölkerungsdichte lag bei 1631,4 Einw./km². 97,6 % der Bevölkerung bezeichneten sich als Weiße, 1,1 % als Afroamerikaner, 0,2 % als Indianer und 0,2 % als Asian Americans. 0,5 % gaben die Angehörigkeit zu einer anderen Ethnie und 0,4 % zu mehreren Ethnien an. 2,4 % der Bevölkerung bestand aus Hispanics oder Latinos.
Im Jahr 2010 lebten in 9,3 % aller Haushalte Kinder unter 18 Jahren sowie 49,4 % aller Haushalte Personen mit mindestens 65 Jahren. 44,0 % der Haushalte waren Familienhaushalte (bestehend aus verheirateten Paaren mit oder ohne Nachkommen bzw. einem Elternteil mit Nachkomme). Die durchschnittliche Größe eines Haushalts lag bei 1,68 Personen und die durchschnittliche Familiengröße bei 2,30 Personen.
7,9 % der Bevölkerung waren jünger als 20 Jahre, 12,1 % waren 20 bis 39 Jahre alt, 30,5 % waren 40 bis 59 Jahre alt und 49,5 % waren mindestens 60 Jahre alt. Das mittlere Alter betrug 60 Jahre. 50,6 % der Bevölkerung waren männlich und 49,4 % weiblich.
Das durchschnittliche Jahreseinkommen lag bei 51.719 $, dabei lebten 9,2 % der Bevölkerung unter der Armutsgrenze.
Im Jahr 2000 war Englisch die Muttersprache von 91,10 % der Bevölkerung, spanisch sprachen 5,61 % und 3,29 % hatten eine andere Muttersprache.

## Kriminalität
Die Kriminalitätsrate lag im Jahr 2010 mit 143 Punkten (US-Durchschnitt: 266 Punkte) im niedrigen Bereich. Es gab 14 Einbrüche, 24 Diebstähle und fünf Autodiebstähle.